# Puig Major
A Puig Major Mallorca szigetének legmagasabb pontja. A hegycsúcs a Sierra de Tramuntana hegységben található, a sziget nyugati részén, Sóller városától északra. Magassága 1445 méter.
1958-ban katonai radarállomás épült a hegycsúcson, ezért napjainkban turisták által nem látogatható, így a tőle keletre magasodó Puig de Massanella a civilek számára is megmászható legmagasabb csúcs a szigeten. Ennek magassága 1364 méter.

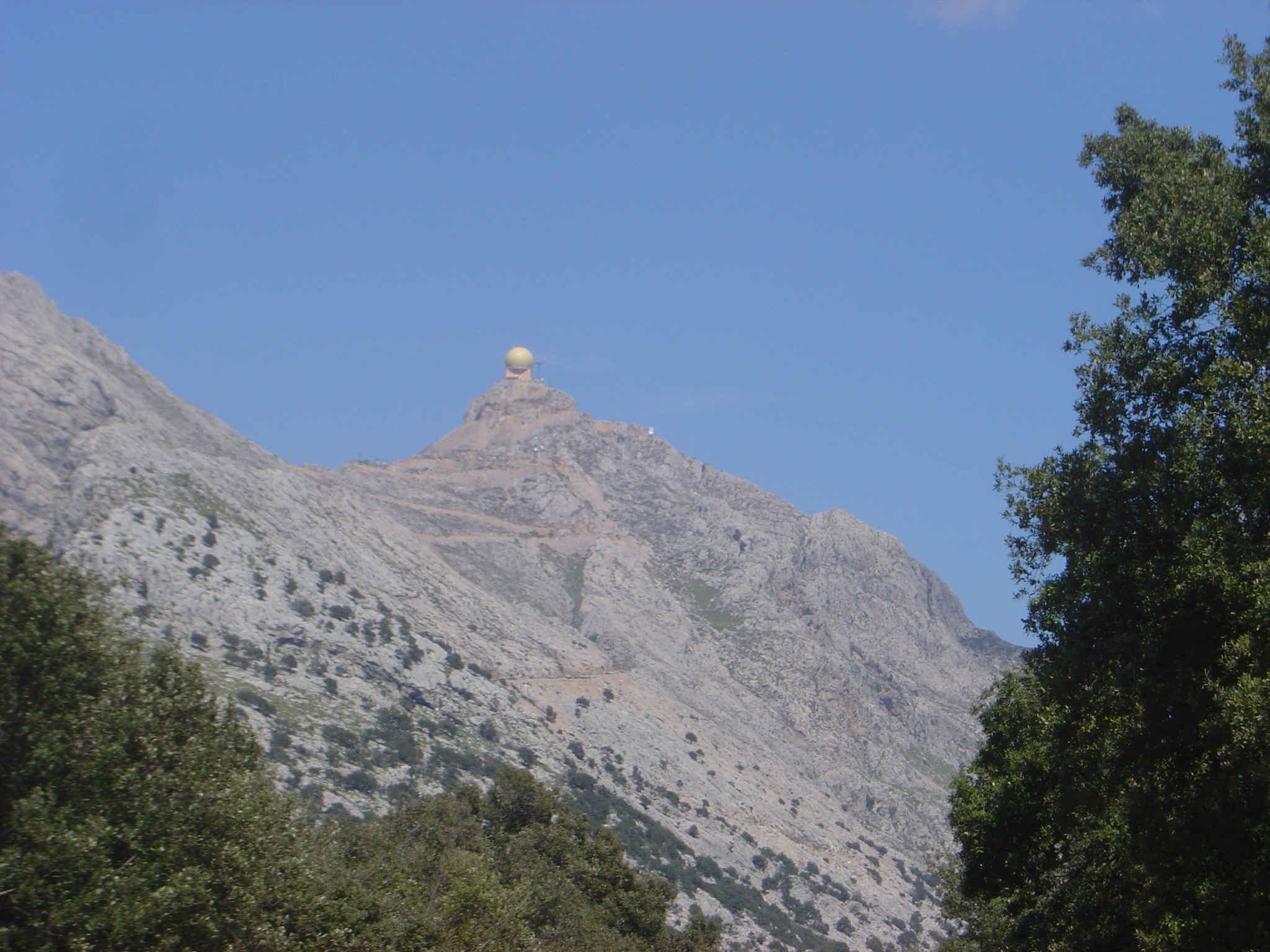
Radarállomás a Puig Majoron

## Mallorca jelentősebb hegyei
- Puig Major (1445 méter)
- Puig de Massanella (1364 méter)
- Puig Tomir (1103 méter)